# Georg Rörig
Georg Friedrich Carl Rörig (* 31. Oktober 1864 in Glogau, Provinz Schlesien; † 26. Mai 1941 in Görlitz) war ein deutscher Agrarwissenschaftler, Agrarzoologe und Pionier des Vogelschutzes.

## Leben
Georg Rörig war ein Sohn des Bahnsekretärs August Wilhelm Rörig und dessen Ehefrau Ida Johanna Marie Rörig. Nach dem Besuch des Luisenstädtischen Gymnasiums in Berlin bis 1883 und des Gymnasiums 1884 in Erfurt absolvierte er von 1884 bis 1887 eine Landwirtschaftslehre.
Von 1887 bis 1891 studierte er Naturwissenschaften und Agrarwissenschaften an der Universität Halle, bestand 1891 das Staatsexamen für Lehrer an Landwirtschaftsschulen und wurde am 2. März 1892 promoviert. Georg Rörig wurde 1893 Assistent am Zoologischen Institut der Landwirtschaftlichen Hochschule in Berlin und 1896 zunächst a. o. Professor für Pflanzenbau, Kulturtechnik und Gerätekunde an der Albertus-Universität Königsberg, bevor er am 1. Mai 1898 wissenschaftlicher Mitarbeiter der Kaiserlichen Biologischen Anstalt für Land- und Forstwirtschaft in Dahlem bei Steglitz wurde. Diese Anstalt wurde noch im selben Jahr als Biologische Abteilung für Land- und Forstwirtschaft dem Kaiserlichen Gesundheitsamt in Berlin angegliedert und Rörig leitete sie als Direktor. 
Die Schriften von Georg Rörig verbanden Zoologie und Agrarwissenschaft.
Im Jahr 1899 gab er Johannes Thienemann bei einem Aufenthalt in Rossitten die Anregung  zur Gründung einer Vogelwarte und unterstützte anschließend entscheidend bei der 1901 erfolgten Gründung der Vogelwarte Rossitten, der ersten deutschen Vogelwarte, indem er alle örtlichen und personalen Verhältnissen geschuldeten Schwierigkeiten beseitigte.
Im Sommer 1903 sollte Georg Rörig für das Ministerium die Fragestellung klären, ob Möwen durch ihre Fäkalien zur Düngung und damit Befestigung der Dünen beitragen und bereiste zur Erstellung eines umfassenden Gutachtens die Ostfriesischen Inseln. Er besichtigte die örtlichen Vogelkolonien und kam dabei zu dem Ergebnis, dass die Möwen nicht zur Befestigung der Dünen beitragen, hielt aber die Schaffung und Betreuung von Seevogelschutzgebieten für notwendig.
Im Jahr 1918 ging Georg Rörig als Geheimrat und Leiter der Zoologischen Abteilung der Reichsanstalt für Forst- und Landwirtschaft in Ruhestand.
Georg Rörig wurde am 9. April 1909 unter der  Matrikel-Nr. 3306 als Mitglied in die Kaiserliche Leopoldinisch-Carolinische Deutsche Akademie der Naturforscher aufgenommen.
Im Jahr 1909 wurde er vom ungarischen Minister für Ackerbau zum Ehrenmitglied der Königlich Ungarischen Ornithologischen Zentrale ernannt.

## Familie
Georg Rörig war seit dem 27. September 1893 mit Adele Franziska Alwine (* 7. Oktober 1873), geb. De Barÿ, Tochter der Eheleute Heinrich Adam De Barÿ und Johanna Caroline Sophie De Barÿ in Frankfurt am Main verheiratet.

## Schriften
- Oscinis frit und pusilla. Beitrag zur Kenntniss der kleinen Feinde der Landwirthschaft. Dissertation, Halle 1892
- Die Krähen Deutschlands in ihrer Bedeutung für Land- und Forstwirtschaft. Arb. biol. Abt. Land- u. Forstwirtsch. kaiserl. Gesundheitsamt Berlin, l, Berlin 1900, S. 285–400
- Studien über die wirtschaftliche Bedeutung der insektenfressenden Vögel. Arbeiten aus der Biologischen Abteilung für Land- und Forstwirtschaft am Kaiserlichen Gesundheitsamte, IV, 1, Parey, Berlin 1903, S. 1–50 (Digitalisat)
- Untersuchungen über die Nahrung unserer heimischen Vögel, mit besonderer Berücksichtigung der Tag- und Nachtraubvögel. Arbeiten aus der Biologischen Abteilung für Land- und Forstwirtschaft am Kaiserlichen Gesundheitsamte, IV, 1, Parey, Berlin 1903, S. 51–120 (Digitalisat)
- Tierwelt und Landwirtschaft. Des Landwirtes Freunde und Feinde unter den freilebenden Tieren. Ulmer, Stuttgart 1906 (Digitalisat)
- mit Paul Sorauer: Pflanzenschutz: Anleitung für den praktischen Landwirt zur Erkennung und Bekämpfung der Beschädigungen der Kulturpflanzen. 4. Auflage, Deutsche Landwirtschafts-Gesellschaft, Berlin 1907 (Digitalisat)
- mit Friedrich Krüger: Krankheiten und Beschädigungen der Nutz- und Zierpflanzen des Gartenbaues. Ulmer, Stuttgart 1908 (Digitalisat)
- mit Arthur Binz: Die tierischen Rohstoffe und ihre Veredlung. Die Rohstoffe des Wirtschaftsgebietes zwischen Nordsee und Persischem Golf, 1, 1916